# 埃德蒙顿 (肯塔基州)
埃德蒙顿（英語：Edmonton），是美国肯塔基州的一座城市。建立于1800年，面积约为8.8平方公里（3.4平方英里）。根据2010年美国人口普查，该市的人口为1,595人。